# Kölbingen
Kölbingen là một xã trong huyện Westerwald bang Rheinland-Pfalz thuộc nước Đức. Xã Kölbingen có diện tích km², dân số là người (31/12/2006).